# 구 고아
구 고아(영어: Old Goa 올드 고아[*], 포르투갈어: Velha Goa 베야 고아[*], 코카니어: पोरणें गोंय)는 인도 고아 주 북쪽 지역에 있는 역사적 도시이다.이 도시는 15세기에 비자푸르 왕국에 의해 만들어져 16세기부터 18세기에 전염병 때문에 포기할 때까지 포르투갈령 인도의 수도가 되었다. 한때 이 도시의 인구는 대륙 무역의 포르투갈인에 의해 20만명에 이르렀다. 1986년 이 도시의 기독교 건축물의 일부는 고아의 성당과 수도원이라는 이름으로 유네스코 세계유산 목록에 문화유산으로 등록되었다. 구 고아는 고아 주의 주도 파나지보다 무려 10km 동쪽에 위치하고 있다.

## 역사
구 고아는 15세기에 비자푸르 왕국에 의해 만도위 강변에 항구 도시로 만들어졌다. 이 도시는 여기에서 몇 킬로미터 남쪽에 떨어진 카단바 왕조 및 비자야나기르의 항구로 쓰인 고바푸리를 대체하기 위해 건설된 것으로, 이 도시는 비자푸르 왕국을 지배했던 아딜 샤 왕조의 두 번째 수도가 되었다. 이 도시와 샤 (왕의 칭호)의 궁전, 사원은 해자로 둘러싸여 있었다. 1510년 포르투갈 왕국에 정복되어 포르투갈의 지배를 받고, 포르투갈령 인도 행정부가 놓여졌다. 이후 이 도시는 포르투갈령 인도 경제의 중심이 되고, 포르투갈의 아시아 거점이 되었으나 1759년에는 총독의 관저가 9km 서쪽에 있는 파나지에 옮겨졌다.
16세기 중반 포르투갈의 식민지 전에 고아는 동방 세계에서 기독교 화의 중심지였다. 이 도시는 여기에 본부를 둔 모든 수도회에 의해 기독교로 개종하였다. 1510년부터 한동안은 기독교화 되지 않고 현지의 관습을 존중하고 있었지만 1540년대 들어 식민지 정부에 의한 명확한 기독교 개종 운동이 높아졌다. 이 때 많은 힌두교 사원이 파괴되었다. 1542년에는 프란치스코 하비에르가 고아를 방문하였다.
1543년 인구는 대략 20만명에 달했다. 17세기 말라리아와 콜레라 때문에 도시가 파괴되어 도시의 대부분은 폐허가 되었다. 1759년에 총독이 파나지로 이동한 후 1775년에는 1500명이 남아있을 뿐이었다. 수도 기능은 파나지에 옮겨져 1843년에는 파나지가 고아 주의 공식적인 주도가 되었다. 1961년 인도의 무력 침공에 의해 고아는 인도에 병합되었다. (1961년 고아 병합 참조.)

## 성당과 수도원
구 고아는 세 대성당 (고아 대주교의 주교좌), 아시시의 성 프란시스 교회, 산 카에타노 교회 및 프란치스코 하비에르의 유물이 있는 봄 지저스 대성당 등을 포함한 다양한 계파의 교회가 남아 있다.

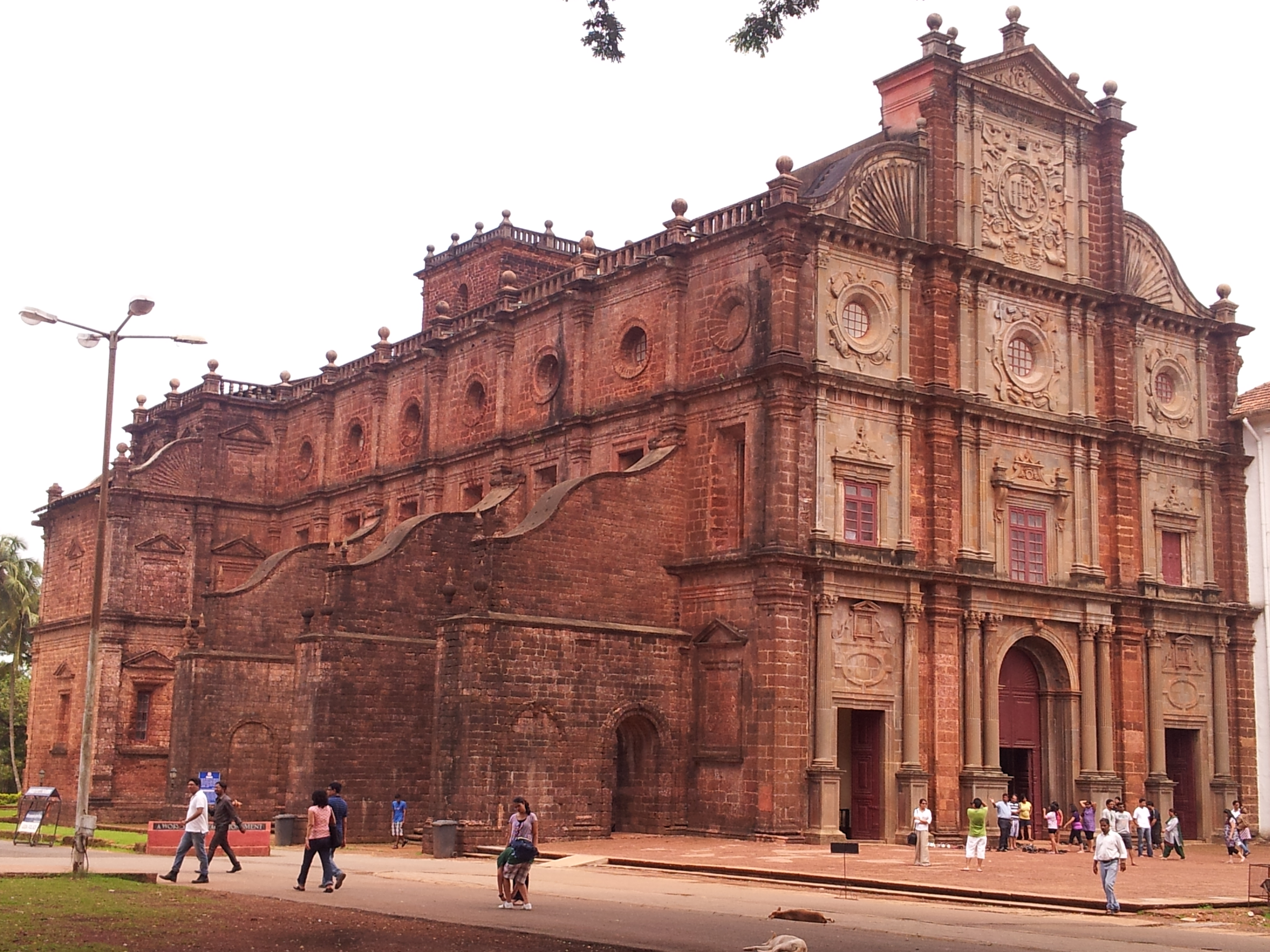
봄 지저스 대성당
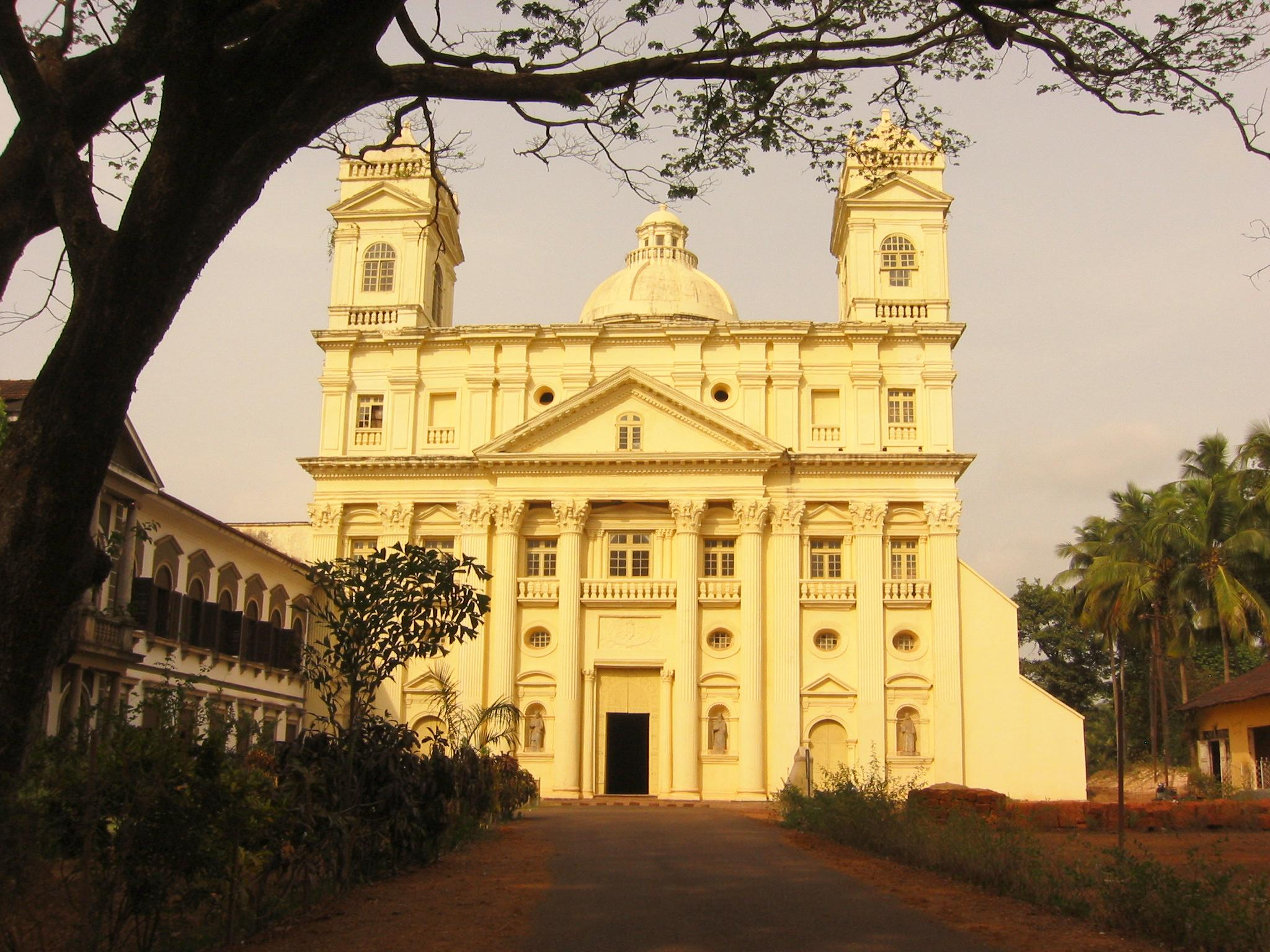
카제탄 교회
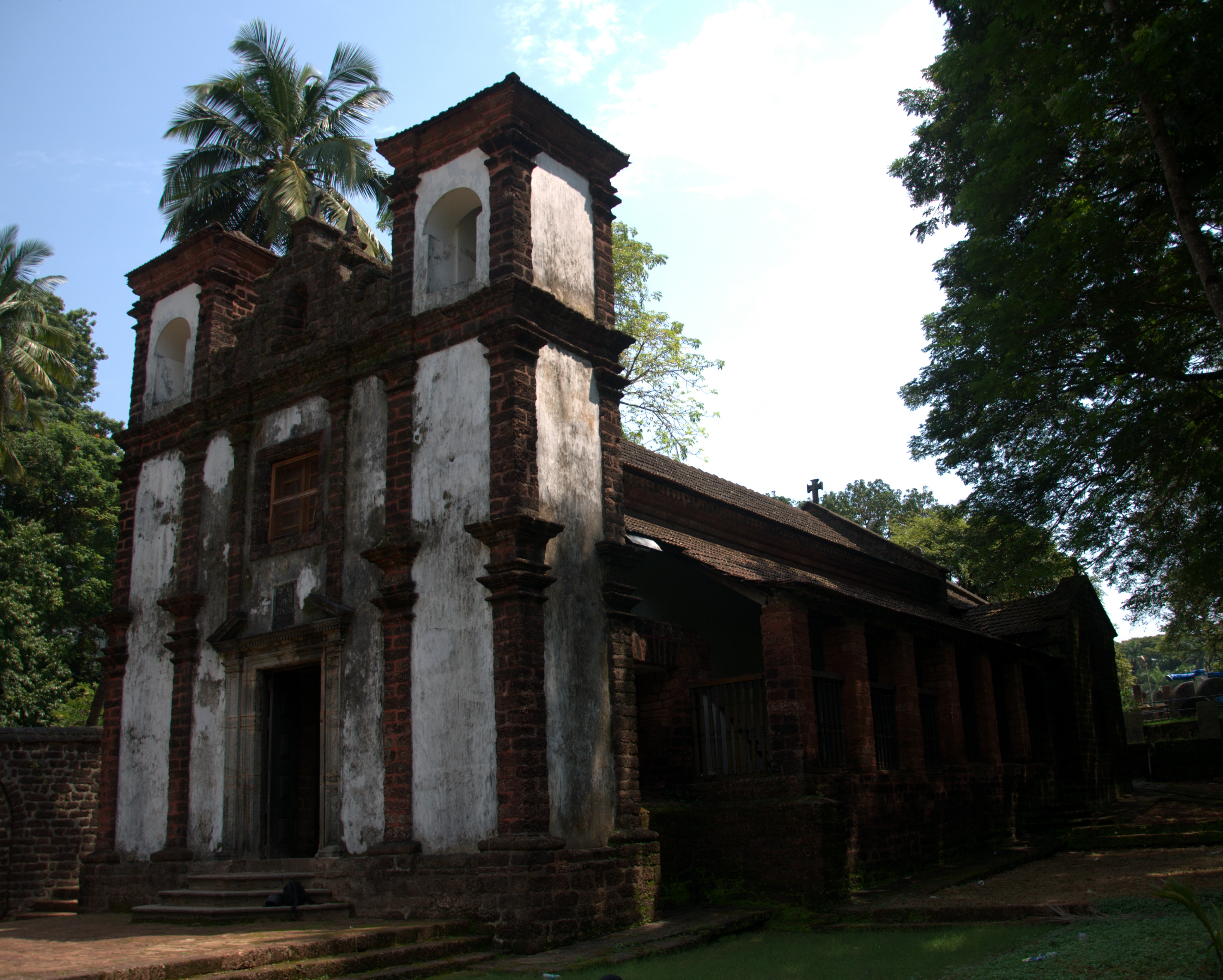
캐스린 교회
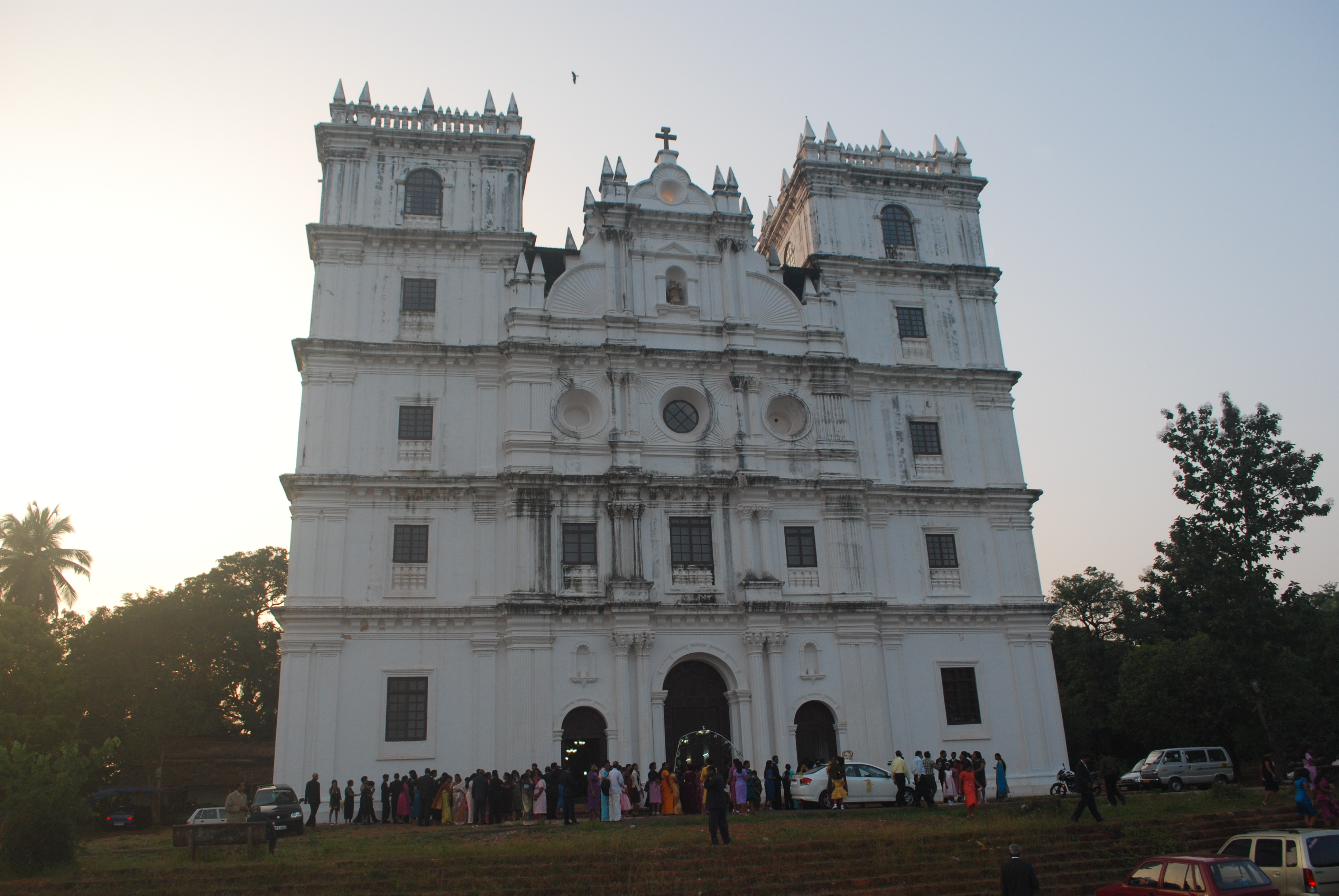
성 안네 교회

이러한 구 고아의 기독교 건축물 10여 건이 1986년에 세계유산 목록에 등록되었다.

## 같이 보기
- 고아 주

## 참고 문헌
- de Mendonça, Délio (2002). 《Conversions and citizenry: Goa under Portugal 1510–1610》. Concept Publishing Company. ISBN 978-81-7022-960-5. 2011년 12월 5일에 확인함.
- Meersman, Achilles (1971). 《The ancient Franciscan provinces in India, 1500–1835》. Christian Literature Society Press..